# Los Ausines
Los Ausines település Spanyolországban, Burgos tartományban. Los Ausines Carcedo de Burgos, Ibeas de Juarros, Revilla del Campo, Cubillo del Campo, Hontoria de la Cantera és Revillarruz községekkel határos. Lakosainak száma 165 fő (2024).

## Népesség
A település népessége az utóbbi években az alábbiak szerint változott:
| Lakosok száma | 139  | 136  | 137  | 143  | 151  | 135  | 125  | 133  | 131  | 165  |
|               | 2001 | 2004 | 2006 | 2009 | 2011 | 2014 | 2016 | 2019 | 2021 | 2024 |